# Sun Shichen
Sun Shichen (* 23. Juli 1997) ist ein chinesischer Leichtathlet, der sich auf den Diskuswurf spezialisiert hat.

## Sportliche Laufbahn
Erste internationale Erfahrungen sammelte Sun Shichen im Jahr 2016, als er bei den U20-Weltmeisterschaften in Bydgoszcz mit einer Weite von 54,34 m in der Qualifikationsrunde ausschied. 2023 belegte er bei den World University Games in Chengdu mit 58,14 m den sechsten Platz.
In den Jahren 2019 und 2020 wurde Sun chinesischer Meister im Diskuswurf.